# Fonterra
Fonterra Co-operative Group Ltd es una compañía neozelandesa multinacional, líder mundial de productos lácteos y el mayor exportador de lácteos del mundo.

## Historia
Organizados en un sistema cooperativo de pequeños empresarios, estos se agrupan en comités o “boards”. El New Zealand Dairy Board fue fundado en 1920. 
En el 2001, el New Zealand Dairy Board se fusionó con las dos más grandes cooperativas lecheras para formar Fonterra Co-operative Group, el cuarto productor más grande de leche del mundo. Más de 12 000 granjeros son dueños de la multinacional Fonterra, que aún es operada como una cooperativa, continuando con una tradición de 100 años. Exporta el 95 % de su producción.
En Chile fue dueña de Soprole, hasta 2022, cuando vendió el 100% de sus acciones a la multinacional peruana Grupo Gloria

## Enlaces
- Página oficial de la compañía

- Datos: Q946370
- Multimedia: Fonterra / Q946370